# Czarny las (film 2012)
Czarny las – amerykański horror fantasy z 2012 roku.

## Treść
Grupa żądnych wrażeń turystów przybywa do Szwarcwaldu na południu Niemiec. Tajemniczy przewodnik zabiera ich w dziwne miejsce. W prastarym kamiennym kręgu zostaje odprawiony dziwny rytuał, którego skutkiem jest porwanie niemowlęcia przez dziwne istoty i przeniesienie turystów w inny wymiar. W tajemniczym świecie przypominającym ten znany z baśni braci Grimm, turyści muszą walczyć o przetrwanie.

## Obsada
- Tinsel Korey – Karin
- Dhaffer L’Abidine – Saxon
- Tobias Hewitt – Wilhelm
- Andy Clemence – Walter Anderson
- Sapphire Elia – Amber
- Oliver James – Gallen
- Ben Cross – Cazmar
- Velizar Biney – Starzec z wioski
- Sarah Brown – matka
- Jesse Steele – ojciec
- Mike Straub – oficer policji